# Serenade (novelle)
Serenade  is het boekenweekgeschenk van 1995, geschreven door Leon de Winter. Het kwam uit in maart 1995, op de eerste dag van de Boekenweek, waarvan in 1995 het motto was: “De vijftigste mei - De Tweede Wereldoorlog in de literatuur.” De auteur legt getrouw aan dit thema al schrijvend een verband tussen de Tweede Wereldoorlog en de Oorlogen in Joegoslavië.

## Samenvatting
De 74-jarige Anneke Weiss-IJsman blijkt bij een routineoperatie wegens galstenen, ook een kwaadaardig gezwel rond de galwegen te hebben. Haar enige kind, Ben, besluit de prognose van een levensverwachting van maximaal 12 maanden voor zijn moeder te verzwijgen. Ben is ongewild een succesvolle bedenker van reclamemuziek, hoewel hij liever serieuze muziek zou willen componeren. Enige maanden na terugkeer uit het ziekenhuis ontwaakt Anneke uit haar tijdelijke sombere stemming, als ze de 77-jarige Fred Bachman leert kennen. Ze was op aandringen van Ben naar een voorlichtingsavond gegaan van het joodse bejaardenhuis Beth Shalom in Osdorp, en daar sloeg de vlam over. Ze worden op slag verliefd.
Haar echtgenoot Jaap is dan al dertig jaar dood. Hij heeft als meester-kleermaker het vernietigingskamp Auschwitz overleefd. Anneke heeft haar ouders en tweelingbroer Benjamin in de oorlog verloren en heeft als onderduikster als enige van haar familie de oorlog overleefd. Het dilemma voor Ben wordt nog groter. Moet hij Anneke nu wel van haar hopeloze medische toestand op de hoogte brengen? Sinds een jaar of twintig gaat Anneke trouwens al elk jaar een paar weken in Europa op vakantie. Ze geniet van het leven en in de loop van het verhaal hoort Ben van Fred veel over het verborgen seksleven van zijn moeder.
Bij het Thaise restaurant Chang Mai in hun woonplaats Hilversum, wordt Ben op een avond opgepikt door zijn directeur, Ruth Van Dijk. Ze hebben samen een kortstondige relatie gehad. Vlak daarna kwam Inge in het leven van Ben, en de relatie van Ben en Ruth werd redelijk netjes beëindigd. Maar die avond moet Ben een reclamemelodie voor het bedrijf componeren, wil Ruth hem voor de seks, valt Inge het appartement binnen als Ruth in haar blootje staat en vraagt Fred dwingend telefonisch aandacht. De moeder van Ben, Anneke is echt verdwenen.
Via de rekening van het reisbureau komen Ben en Fred erachter dat Anneke naar Split is gevlogen. Reisdoel: Serajevo, het centrum van de oorlog om Joegoslavië. Ze vliegen haar achterna en krijgen in Split veel steun van een lokale Kroatische oorlogsheld Drazen Mesic, die in Amsterdam heeft gewoond en nog steeds met Fred zeer vriendschappelijke betrekkingen onderhoudt. Drazen spoort ene louche Slavko op. Voor de oorlog verdiende hij veel geld aan buitenlandse toeristes. Deze keer bood een oudere vrouw hem spontaan fl.175000 om wapens Sarajevo binnen te smokkelen. De mannen van Mesic ontmaskeren de bedrieger, vinden nog fl.165000 tussen zijn bagage en vragen aan Ben of hij zelf het verhaal van de oplichter aan zijn moeder wil uitleggen. Maar Anneke wil van geen uitleg weten. Sarajevo is één groot concentratiekamp. Daar heb je wapens nodig om je te verdedigen. In de Tweede Wereldoorlog hadden de Geallieerden wapens moeten droppen in de concentratiekampen!
Na zijn terugkeer in Nederland bekijkt Ben met Inge een televisieprogramma dat Anneke richting Sarajevo had doen vluchten. Een Bosnische vrouw vertelt dat hun gezin door Serviërs was opgepakt. Haar vader was volgens afspraak gaan rondrennen en blaffen als een hond en in de verwarring was de vrouw ontvlucht. Ze had haar familieleden niet meer teruggezien. Tien dagen na terugkeer in Nederland wordt Anneke opgenomen in het ziekenhuis met een leverontsteking. Enige tijd later overlijdt ze rustig in het ziekenhuis, als Ben en Fred net even van haar bed zijn geweken.
Na de begrafenis neemt Ben contact op met een psychiater, bekend van de behandeling van oorlogsslachtoffers, op grond van een in de nagelaten documenten gevonden, twintig jaar oud papiertje. In 1942 was Anneke met haar tweelingbroer Benjamin opgepakt door Nederlandse politiemannen. Benjamin suggereerde een plotselinge aanval van waanzin, waardoor Anneke kon ontsnappen en onderduiken. Ben schort zijn werkzaamheden voor het reclamebureau op. Hij besluit zijn eigen Serenade no. 1 te gaan componeren. Voor zijn moeder. Want bij het bekijken van de beelden van de Bosnische Burgeroorlog, ziet hij bandieten gewapend zegevieren, terwijl de beschaving toekijkt. Met pen en piano zal hij hen in haar naam bestrijden.

## Thema’s
Ongeneeslijke ziekte, oorlogstrauma, moeder-zoonrelatie

## Opdracht
Serenade is opgedragen aan Annie de Winter-Zeldenrust (1910-1994), de moeder van de schrijver.

## Voetnoten
1. ↑  De vijftigste keer dat Bevrijdingsdag wordt gevierd.